# Lodderia waitemata
Lodderia waitemata är en snäckart som beskrevs av Powell 1940. Lodderia waitemata ingår i släktet Lodderia och familjen Skeneidae. Inga underarter finns listade i Catalogue of Life.